# سیستم رده‌بندی خونی
سیستم رده‌بندی خونی (انگلیسی: Bone-rank system) یک سیستم طبقه‌بندی اشراف بود که در پادشاهی باستانی کره ای دودمان شیلا مورد استفاده قرار می‌گرفت. بر پایه نزدیکی موروثی به سلطنت و سطح اختیاراتی که آنها اجازه داشتند بهره‌مند شوند، این سیستم برای جداسازی جامعه و به ویژه لایه‌های اشراف مورد استفاده قرار می‌گرفت.